# Добролёт

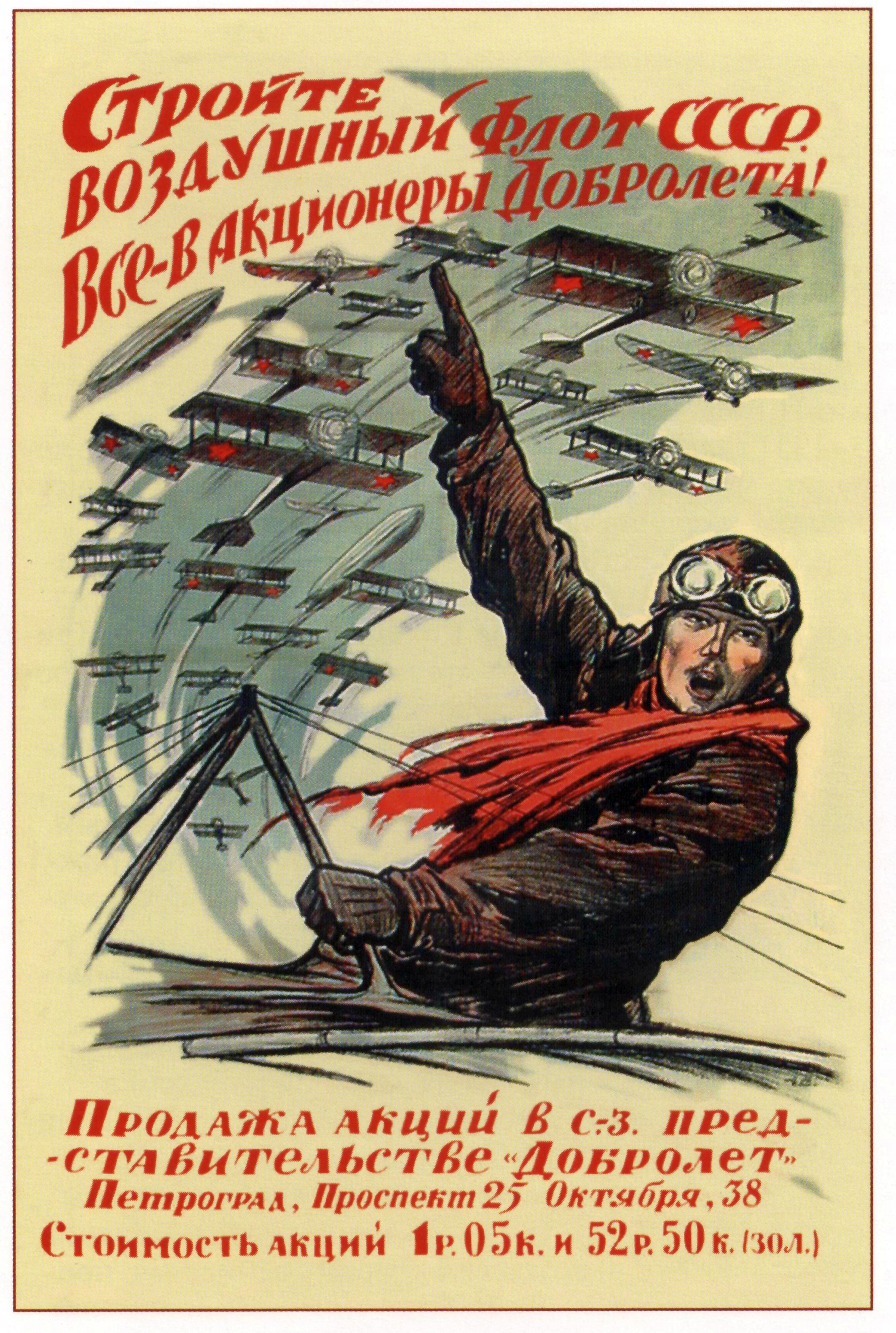
Плакат, призывающий граждан покупать акции «Добролёта»

Российское (акционерное) общество добровольного воздушного флота «Добролёт» — существовавшая в 1923—1930 годах в СССР авиатранспортная организация.

## История

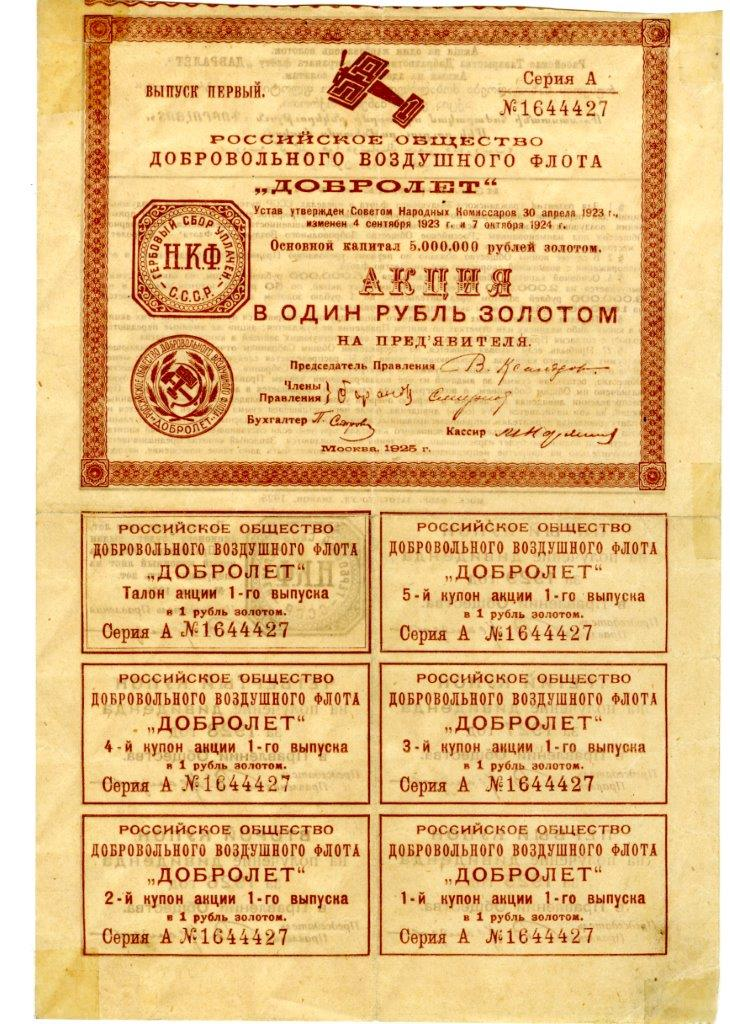
Акция в 1 рубль золотом на предъявителя Российского общества добровольного воздушного флота «Добролёт». Москва, 1925 г.

Российское акционерное общество Добровольного воздушного флота — «Добролёт» было создано в СССР 17 марта 1923 года для содействия развитию воздушного флота страны. Уставной капитал составил 2 млн руб. золотом. Основной целью ставилась организация воздушных почтово-пассажирских и грузовых линий, решение задач народного хозяйства, связанных с авиацией (например, аэрофотосъёмка местности), а также развитие советской авиационной промышленности. Территориально деятельность этой организации охватывала Россию и Среднюю Азию.
Идея создания «Добролёта», по некоторым данным, принадлежала Л. Д. Троцкому, в то время наркому по военным и морским делам.
Автором эмблемы общества, так же как и первых рекламных плакатов, стал впоследствии получивший всемирную известность художник-авангардист Александр Родченко — один из основоположников конструктивизма, родоначальник дизайна и рекламы в СССР.

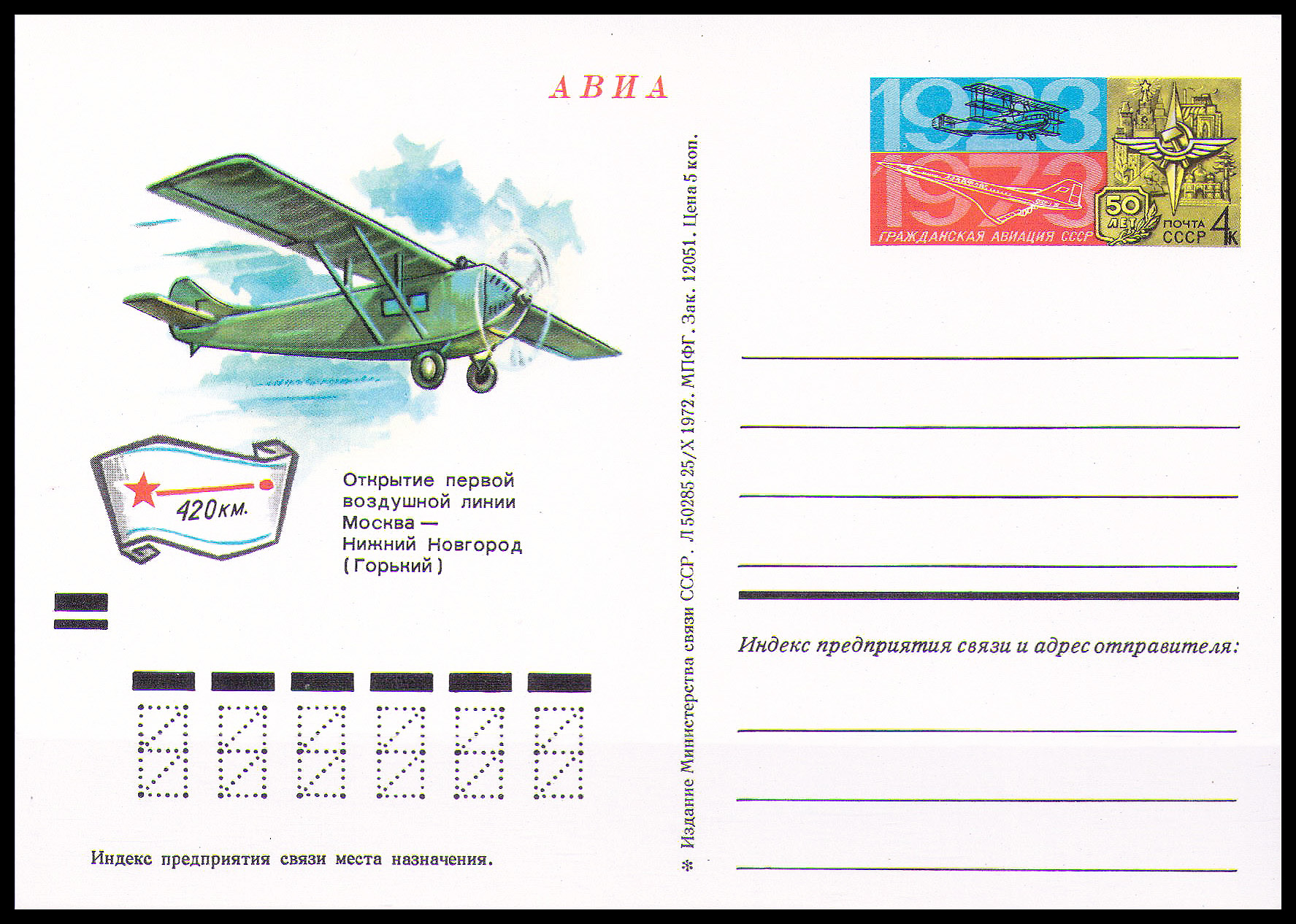
Почтовая карточка «50-летие гражданской авиации СССР», 1973

С 17 марта 1923 года А. М. Краснощёков — председатель Оргбюро, затем председатель правления Российского общества добровольного воздушного флота Добролёт. «Пика славы „Добролёт“ и председатель его правления достигли 15 июля 1923 года, в день открытия регулярной внутренней линии Москва — Нижний Новгород».
На ней, помимо машин иностранного производства, затем летал и первый пассажирский самолёт советской конструкции — АК-1.
29 октября 1930 года общество «Добролёт» и Главная инспекция воздушного флота, учреждённая 1 декабря 1922 года приказом Революционного военного совета Республики при Главном управлении Рабоче-Крестьянского Красного Воздушного Флота (Главвоздухофлот), были упразднены, на их базе было создано новое объединение — Всесоюзное объединение гражданского воздушного флота при Совете труда и обороны (ВО ГВФ). К этому моменту общая протяжённость линий «Добролёт» составляла 26 тыс. км; было перевезено 47 тыс. пассажиров и 408 тонн грузов. В конце 20-х годов компания занималась также сборкой по лицензии грузопассажирских самолётов «Юнкерс Ю-13».
25 февраля 1932 года ВО ГВФ при Совете Труда и Обороны преобразовано в Главное управление гражданского воздушного флота (ГУГВФ) при Совете Народных Комиссаров СССР. Первым начальником ГУГВФ назначен Абрам Гольцман. Ровно через месяц оно получило название «Аэрофлот».

## Самолёты, эксплуатировавшиеся в «Добролёте»
- Юнкерс Ю-13
- Junkers W 33

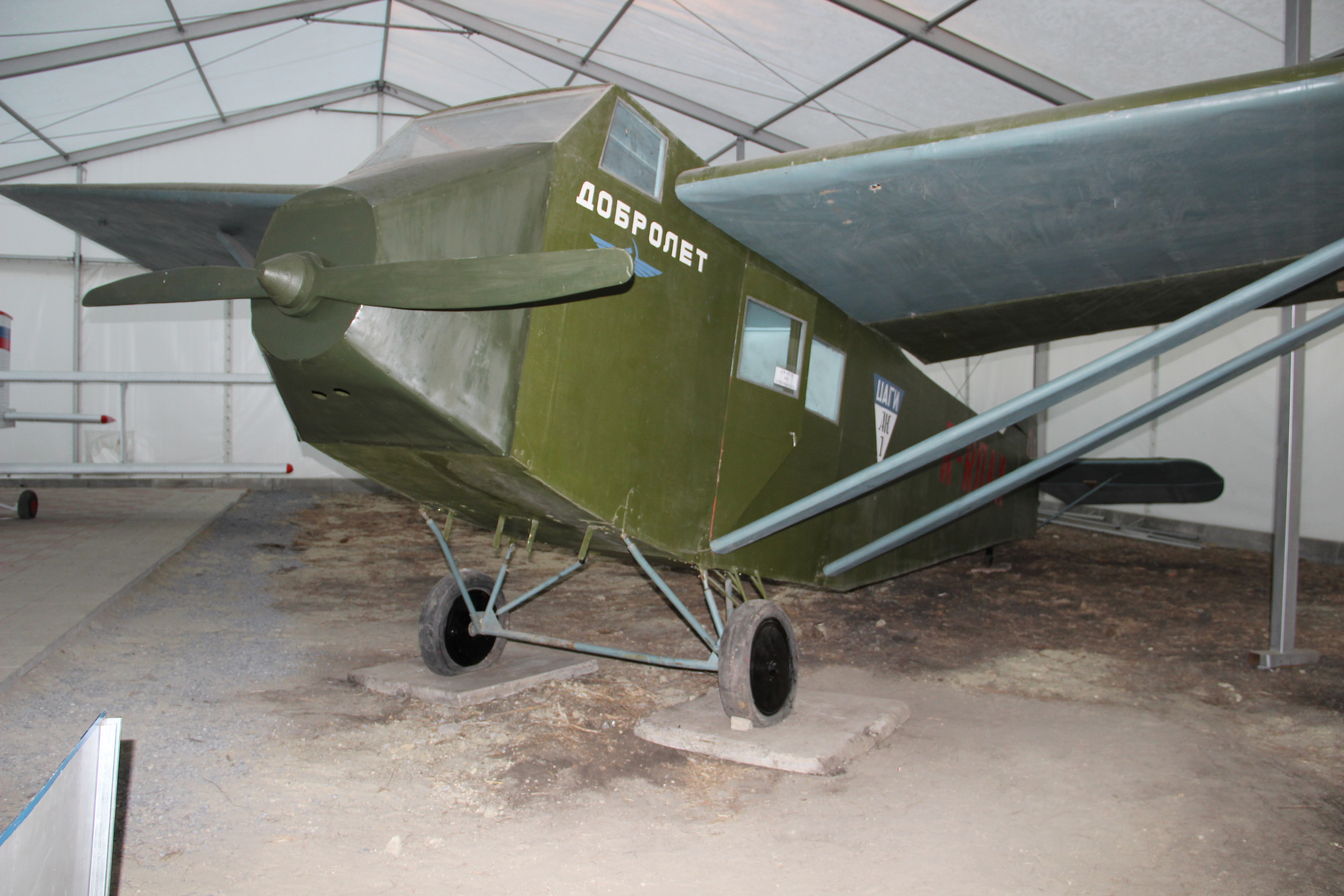
АК-1 в Музее гражданской авиации

- Farman HF.30 — по крайней мере, 10 самолётов были переделаны в пассажирские
- de Havilland DH.34 — был заказан один самолёт[8]
- Dornier Komet — в частности, в «Добролёте» был самолёт «Ц.О. ВКП(б) „Правда“»
- АК-1 (Добролёт) — Лёгкий пассажирский самолёт[9]
- К-4
- К-5
- У-2